# Aenictophyton reconditum
Genre
Espèce
Aenictophyton reconditum est une espèce de plantes à fleurs dicotylédones de la famille des Fabaceae, sous-famille des Faboideae, originaire d'Australie. C'est l'unique espèce acceptée du genre Aenictophyton (genre monotypique). Elle est dénommée et étudiée par Alma Theodora Lee.